# Пінтус Йосип Генадійович
Йо́сип Генна́дійович Пі́нтус (25 вересня 1981 , Уфа, Башкирська АРСР, РРФСР, СРСР ) — український медіабізнесмен, власник та директор інформаційної аґенції «РБК-Україна». Заснував «РБК-Україна» 2006 року як підрозділ російської аґенції РБК. 2010 року «РБК-Україна» вийшла зі складу російського холдингу, а 2015-го повністю перейшла під контроль Пінтуса.

## Життєпис
Йосип Геннадійович народився в Уфі (Башкирська АРСР). Закінчив середню школу № 11 у Миколаєві. 2003 року закінчив правничий факультет Національної академії управління у Києві.
Того ж року започаткував свій бізнес: хостингову компанію «Українські бізнес-технології». Гроші, отримані від хостинг-провайдера, вирішив інвестувати в банерний бізнес, популярний того часу в Україні. Тому 2004 року запустив банерну мережу компанію «Master Banner Network» (MBN). До неї входили тільки онлайнові ЗМІ, а головною умовою співпраці було розміщення банеру на найвигіднішому місці. Таким чином досягався загальний високий Рейтинг кліків мережі, а інформаційним майданчикам було вигідно обмінюватися подібною рекламою.
На початок 2000-х років компанія MBN стає однією з найпопулярніших рекламних мереж України.
2006 року Йосип Пінтус та Володимир Шульц разом з «РосБізнесКонсалтинґом» (РБК) заснували українське інформаційне агентство «РБК-Україна».
2008 року Пінтус відкрив товарно-новинну медіаплатформу «Traffim», станом на 2019 рік вона входила до трьох найбільших мереж трафіку України. Того ж року Пінтус виходить з-поміж засновників «MBN», а 2019 року виходить з-поміж власників платформи «Traffim», концентруючи основну увагу на розвитку інформаційної аґенції.
Пінтус є єдиним медіа-бізнесменом серед власників п'яти найпопулярніших українських онлайнових ЗМІ, які в більшості належать або олігархам, або чиновникам.

## РБК-Україна
Інформаційна агенція «РБК-Україна» утворена в 2006 році як підрозділ російського медіа-холдингу «РБК Информационные Системы». До 2010 року агентство працювало за ліцензією російського «РосБізнесКонсалтинг». З 2012 року, за даними Пінтуса, зв'язку між «РБК-Україна» та російським «РБК» не було жодного, окрім бренду.
З квітня 2015 року засновником інформаційного агентства «РБК-Україна» стала компанія «УБТ». Торговельна марка «РБК» в Україні належить компанії «РБК-Медіа». Директором обох компаній є Пінтус.
2012 року «РБК-Україна» отримала премію в номінації «Інтернет-медіа року» за версією програми «Людина року».
2014 року аґенція офіційно відокремилася від російського партнера, через що невдовзі її заблокували на території РФ «за екстремістські матеріали». Журналісти видання припускали, що формальною причиною блокування послужила стаття під назвою «Путін помер» (рос. Путин умер), що з'явилась на дочірньому проєкті «Styler».
На початок 2020 року «РБК-Україна» очолила рейтинг найвідвідуваніших українських інтернет-видань, про що свідчать дані міжнародного агентства онлайн-досліджень Gemius.

## Сім'я
- Виховує двох дітей.[16]
- Герман Калпун — двоюрідний брат, співзасновник РБК (Росія), у 2001—2009 — директор російського медіахолдингу РБК[17][18].